# Roland Gröbli

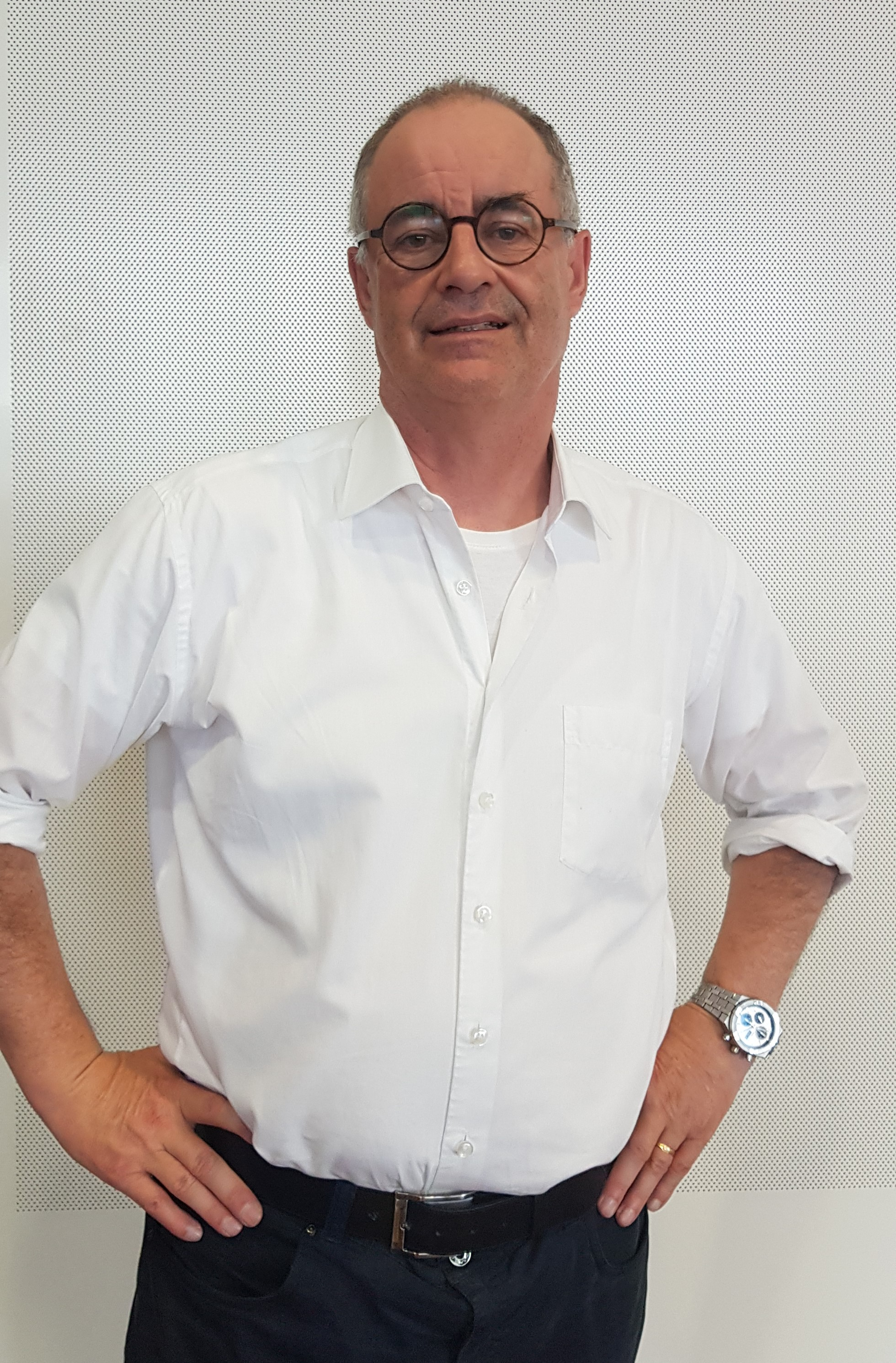
Roland Gröbli

Roland Gröbli (* 6. September 1960 in Ennetmoos) ist ein Schweizer Autor, Historiker und Journalist. Er gilt als fundierter Kenner und Biograf von Niklaus von Flüe.

## Leben
Gröbli wuchs in Ennetmoos im Kanton Nidwalden auf und besuchte das Gymnasium Kollegium St. Fidelis in Stans. Er studierte von 1981 bis 1989 an der Universität Zürich und dazwischen von 1983 bis 1984 an der Freien Universität Berlin Germanistik, allgemeine Geschichte und Literatur. Er promovierte 1989 bei Alois Maria Haas mit einer Biografie über Niklaus von Flüe. Gröbli ist Präsident der Regionalgruppe Zürich der Vereinigung Christlicher Unternehmer (VCU) und lebt mit seiner Familie in Dachsen, Kanton Zürich.
Gröbli war von 1981 bis 1989 als freier Journalist tätig und von 1989 bis 1992 als Redakteur der Luzerner Neuste Nachrichten (LNN). Von 1992 bis 1994 arbeitete er in Santafé de Bogotá (Kolumbien) bei einer Stiftung als internationaler Mitarbeiter von Interteam, einer schweizerischen Freiwilligenhilfsorganisation und danach bis 1999 als Geschäftsführer der Schweizerisch-Kolumbianischen Handelskammer. Danach kehrte er in die Schweiz zurück und war 1999/2000 Fachbereichsleiter und Generalsekretär der Schweizerischen Zentrale für Handelsförderung (OSEC) in Zürich. Seit 2000 ist er im Bereich Unternehmensentwicklung bei der Georg Fischer AG in Schaffhausen tätig, wo er die Position des Generalsekretärs bekleidet.
Seine Dissertation Die Sehnsucht nach dem «einig Wesen» erschien in mehreren Auflagen als Buch und gilt als biografisches Standardwerk zu Niklaus von Flüe.
Gröbli war Mitglied des Vorstands und Präsident des wissenschaftlichen Beirats des Trägervereins «600 Jahre Niklaus von Flüe». Im Jahr 2016 erstellte Gröbli im Auftrag des Trägervereins «600 Jahre Niklaus von Flüe» die Schriften «Einführung in Leben und Wirken von Niklaus von Flüe» und «Einführung in die lebendige Erinnerungskultur zu Niklaus von Flüe heute». 2021 folgten zu Dorothee Wyss von Flüe ein Grundlagendossier und ein grösserer Aufsatz.

## Werke
- 1988: Niklaus von Flüe – der Mystiker. In: Dorothee und Niklaus von Flüe-Wyss: Protokoll der Vorträge vom 22. September und 3. November 1987. Romero-Haus-Protokolle 5, Romero-Haus, Luzern 1988.
- 1989: Roland Gröbli, Leo Odermatt: Ennetmoos. Jubiläumsbuch zur 600-Jahr-Feier 1389–1989. Herausgegeben von der Gemeinde Ennetmoos, Ennetmoos 1989.
- 1989: Die Sehnsucht nach dem «einig Wesen» – Leben und Lehre des Bruder Klaus von Flüe. NZN-Buchverlag, Zürich 1992. Neuauflage: Rex-Verlag, Luzern 2006, ISBN 978-3-7252-0829-6.
Auszug aus der gleichnamigen Dissertation an der Universität Zürich 1989/1990, Zusätzliche Textteile der Dissertation (S. 1–90, Anhang; PDF)
- 2001: Überleben im Großstadtdschungel. IKO Verlag für Interkulturelle Kommunikation, Frankfurt am Main 2001, ISBN 978-3-88939-564-1. (Gröbli schildert die urbane Überlebenskultur am Beispiel von Santafé de Bogotá, der Hauptstadt Kolumbiens.)
- 2016: Einführung in Leben und Wirken von Niklaus von Flüe. Im Auftrag des Trägervereins «600 Jahre Niklaus von Flüe», Online als PDF.
- 2016: Einführung in die lebendige Erinnerungskultur zu Niklaus von Flüe heute. Im Auftrag des Trägervereins «600 Jahre Niklaus von Flüe», Online als PDF.
- 2017: Roland Gröbli, Thomas Wallimann-Sasaki, Heidi Kronenberg, Markus Ries (Hrsg.): Mystiker – Mittler – Mensch. 600 Jahre Niklaus von Flüe 1417–1487. Theologischer Verlag, Zürich 2017, ISBN 978-3-290-20138-8.[6]
- 2021: Dorothee Wyss von Flüe (1430/2 bis 1495/6). Leben und Bedeutung einer aussergewöhnlichen Frau. Förderverein Niklaus von Flüe und Dorothee Wyss, Sachseln 2021, ISBN 978-3-905197-24-2.